# 坂越港
坂越港（さこしこう）は、兵庫県赤穂市にある地方港湾。港湾管理者は兵庫県。統計法に基づく港湾調査規則では乙種港湾に分類されている。

## 概要

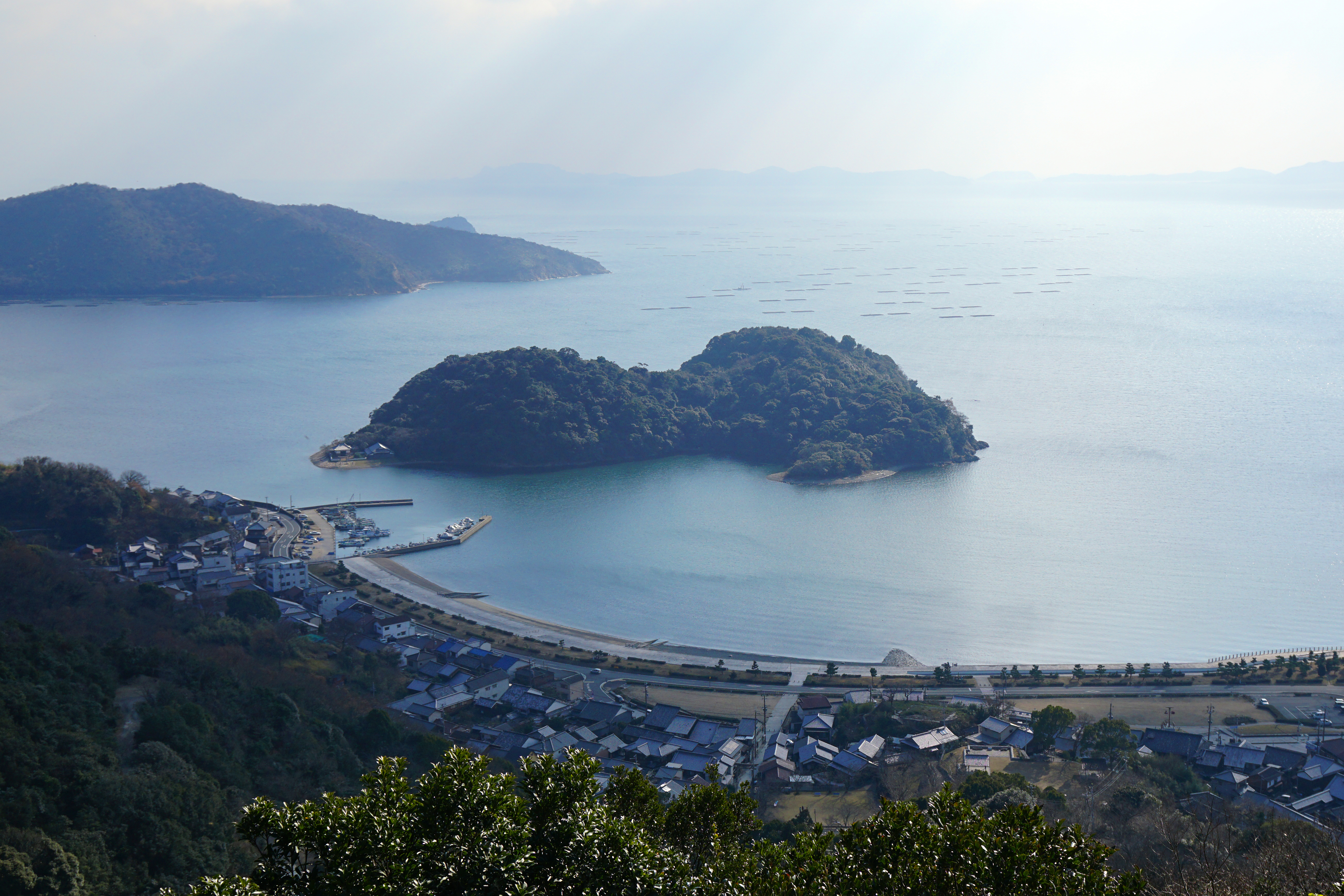
坂越浦と生島

兵庫県西部に位置する港湾で、瀬戸内海に面した坂越湾にある。前面を天然記念物に指定されている生島に守られた自然の良港で、江戸時代には赤穂塩を荷役した廻船が潮待ち・風待ちに使用したほか、千種川上流の幕府領の年貢の積み出し港としても利用された。
かつては久三商店が船舶解体を行っており、東海汽船の椿丸などが当港で解体された。
2015年度の発着数は47隻（2,523総トン）である。

## 航路
1880年代に大阪 - 坂越航路が大阪商船、姫路汽船などにより開設された。その後、陸上交通の整備により旅客は減少、1912年に航路の営業権が姫路汽船から、江戸時代から酒造業や廻船業を営んでいた坂越の旧家である奥藤家が設立した奥藤汽船へ譲渡された。奥藤汽船は日生港へ航路を延長、相生港などへの寄港を開始したが、1918年に営業を停止、航路廃止となった。

## 港湾施設
昭和40年代前半に台風による高潮で大きな被害を受けたため、防潮堤が建設された。その後、老朽化が進み機能も不十分であること、高さが道路面から2メートル以上あり、海と集落を分断していることから、防潮堤の更新が決定された。1993年4月より坂越港ふるさと海岸整備事業（高潮対策事業）として工事に着手した。着手後は連絡協議会が設置され、地元住民も参加する形で事業が進められた。2004年度までに全長860メートルの緩傾斜護岸と飛沫防止帯が整備され、2005年度に旧防潮堤は撤去された。整備された海岸は海岸景観と親水性に重点を置いた構造とされ、飛沫防止帯にはかつての松林を復元するため、松が植樹されている。